# Secrétaire du Cabinet chargé des Affaires rurales, de la Réforme agraire et des Îles (Écosse)
Cet article contient la liste des ministres des Affaires rurales d'Écosse.

## Liste des ministres
| Nom                                                                                        | Nom                           | Début du mandat               | Fin du mandat                 | Gouvernement                  |
| Ministre des Affaires rurales                                                              | Ministre des Affaires rurales | Ministre des Affaires rurales | Ministre des Affaires rurales | Ministre des Affaires rurales |
| ------------------------------------------------------------------------------------------ | ----------------------------- | ----------------------------- | ----------------------------- | ----------------------------- |
|                                                                                            | Ross Finnie                   | 17 mai 1999                   | 11 octobre 2000               | Dewar                         |
| Ministre du Développement rural                                                            |                               |                               |                               |                               |
|                                                                                            | Ross Finnie                   | 27 octobre 2000               | 22 novembre 2001              | McLeish                       |
| Ministre de l'Environnement et du Développement rural                                      |                               |                               |                               |                               |
|                                                                                            | Ross Finnie                   | 22 novembre 2001              | 16 mai 2007                   | McConnell I et II             |
| Secrétaire du Cabinet chargé des Affaires rurales et de l'Environnement                    |                               |                               |                               |                               |
|                                                                                            | Richard Lochhead              | 17 mai 2007                   | 19 novembre 2014              | Salmond I et II               |
| Secrétaire du Cabinet chargé des Affaires rurales, de l'Alimentation et de l'Environnement |                               |                               |                               |                               |
|                                                                                            | Richard Lochhead              | 19 novembre 2014              | 18 mai 2016                   | Sturgeon I                    |
| Secrétaire du Cabinet à l'Économie rurale et à la Connectivité                             |                               |                               |                               |                               |
|                                                                                            | Fergus Ewing                  | 18 mai 2016                   | 26 juin 2018                  | Sturgeon II                   |
| Secrétaire du Cabinet à l'Économie rurale                                                  |                               |                               |                               |                               |
|                                                                                            | Fergus Ewing                  | 26 juin 2018                  | 17 février 2020               | Sturgeon II                   |
| Secrétaire du Cabinet à l'Économie rurale et au Tourisme                                   |                               |                               |                               |                               |
|                                                                                            | Fergus Ewing                  | 17 février 2020               | 20 mai 2021                   | Sturgeon II                   |
| Secrétaire du Cabinet aux Affaires rurales et aux Îles                                     |                               |                               |                               |                               |
|                                                                                            | Mairi Gougeon                 | 20 mai 2021                   | 29 mars 2023                  | Sturgeon III                  |
| Secrétaire du Cabinet aux Affaires rurales, à la Réforme agraire et aux Îles               |                               |                               |                               |                               |
|                                                                                            | Mairi Gougeon                 | 29 mars 2023                  | en cours                      | Yousaf et Swinney             |